# Szumina
Szumina (ukr. Шумина, Szumyna) – wieś w rejonie samborskim (wcześniej w rejonie starosamborskim) obwodu lwowskiego Ukrainy. Miejscowość liczy około 203 mieszkańców. Podlega murowańskiej silskiej radzie.
W 1921 liczyła około 180 mieszkańców. Przed II wojną światową należała do powiatu starosamborskiego.